# Podocarpus crassigemma
Podocarpus crassigemma — вид хвойних рослин родини подокарпових.

## Поширення, екологія
Країни поширення: Індонезія (Папуа); Папуа Нова Гвінея (архіпелаг Бісмарка, Папуа). Це поширене велике дерево росте в гірських дощових лісах разом з іншими видами Podocarpus і покритонасінними родин Cunoniaceae, Fagaceae, Lauraceae, Myrtaceae та інші. Його діапазон висот від (1,800-) 2100 м до 3400 м над рівнем моря а росте найчастіше на вивержених або метаморфічних породах з кислими ґрунтами.

## Морфологія
дерево до 40 м заввишки, біля лінії дерев 3—8 м, до 1 м діаметром.

## Використання
Цінна порода дерева, де досягає великих розмірів з чистим, прямим стовбуром. Деревина використовується для при будівництві човнів, в житловому будівництві для балок, підлогових покриттів, столярних та інших теслярських робіт, для меблів, шпону, щоб зробити коробки, і для сірникових паличок. Традиційні області застосування включають будівництво сільських будинків, різьба по дереву. Цей вид був раніше плутали з P. archboldii.

## Загрози та охорона
Вирубка є головною загрозою для цього виду. Є дуже мало офіційних охоронних територій.